# 이완 (1602년)
이완(李浣, 1602년 ~ 1674년)은 조선 중기의 무신으로 본관은 경주. 자는 징지(澄之), 호는 매죽헌(梅竹軒)이며, 시호는 정익(貞翼)이다.

## 생애
인조반정의 공신이자 무신인 계림부원군(鷄林府院君) 이수일(李守一)의 아들로서 1624년(인조 2년) 무과에 급제한 뒤 이서(李曙)의 추천으로 만포첨사가 되고 1627년 영유현령, 1629년 상원군수, 1630년 숙천부사를 거쳐 1631년 평안도 병마절도사가 되었다.
1636년(인조 14년) 병자호란 때 도원수 김자점의 별장(別將)으로 출전하여 정방산성(正方山城)을 맡아 적을 무찌렀으며, 이후 함경도·황해도 등 여러 곳의 병사를 역임하였다.
1639년 최명길의 천거로 당시에는 드물게 무신으로 동부승지가 되기도 하였다. 1640년 청나라가 명나라를 치면서 전선(戰船) 120척과 공미(貢米) 1만 포(包)를 요구해왔을 때, 임경업의 부장(副將)으로 출전했다. 그러나 고의로 배를 파손하고 풍파를 만난 것처럼 꾸며 청에 피해를 과장하여 알리는 한편, 명나라에 출전 사실을 알려 충돌을 피했다.
1649년 효종 즉위 후 송시열과 함께 "명에 대한 은혜를 갚고, 청에게 받은 치욕을 씻는다"는 명분을 내세우며 북벌을 계획함에 따라 북벌과 관련된 요직을 두루 맡게 되었다. 포도대장을 거쳐 1650년에는 어영대장에 올랐으며 김자점의 모역을 다스리기 위해 포도대장을 거듭 맡았다.
또한 어영청의 군안(軍案)을 바꾸어 어영청에 소속된 원군(元軍)을 2만 여 명으로 대폭 확대하였고, 이들에게 지급되던 군보(軍保)도 종전 1보(保)에서 3보로 늘려 8만 여 명의 군보를 확보하는 한편, 안산 덕물도(德勿島)에 둔전(屯田)을 설치했다. 1653년(효종 4년) 영의정 정태화의 천거로 당시 공신이나 외척만이 임명되던 관례를 깨고 훈련도감의 대장에 특별히 임명되어, 현종대에 걸치도록 16년 동안 직책을 유지하는 한편, 한성부 판윤·공조 판서·형조 판서·포도 대장 등을 겸임하였다.
1669년(현종 10년)에 훈련대장에서 물러난 이래 관직을 계속 사양하였으나 1674년에는 수어사를 거쳐 우의정이 내려졌고, 그해에 사망하였다.
이완장군묘 (경기도 기념물 제16호)는 경기도 여주시 여주읍 상거리에 있다.

## 등장 작품

### TV 드라마
- 《사미인곡》 (MBC, 1976년, 배우:최불암)
- 《대명》 (KBS, 1981년, 배우:문오장)

### 소설
- 《허생전》 (박지원 원작)

## 같이 보기
| - 병자호란 - 동선령 전투 - 정축하성 - 정묘호란 - 삼전도비 - 북벌론 - 효종의 북벌 - 송시열 - 송준길 - 원두표 | - 김집 - 김육 - 김자점 - 안방준 - 윤휴 - 허목 - 허적 |

| 전임 이현달 | 제34대 삼도수군통제사 1644년 4월 - 1646년 3월 | 후임 김응해 |